# Manguntara
Manguntara is een bestuurslaag in het regentschap Indramayu van de provincie West-Java, Indonesië. Manguntara telt 516 inwoners (volkstelling 2010).